# Grenegård
Grenegård är en bebyggelse väster om Svanesund på sydöstra Orust i Långelanda socken i Orusts kommun. Från 2015 avgränsar SCB här en småort.
I Grenegård ligger Burås skolmuseum.